# Brian Donlevy

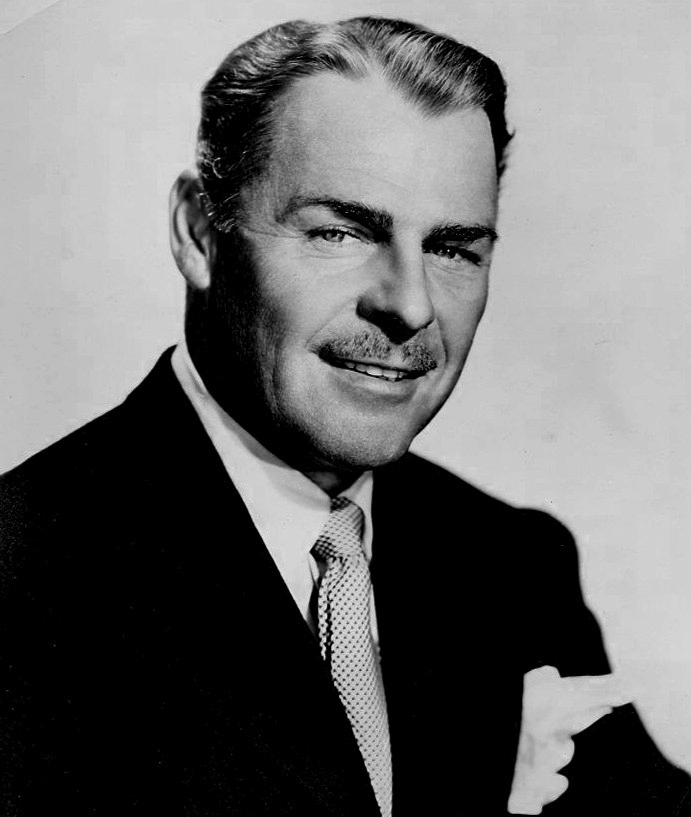
Brian Donlevy, 1955.

Waldo Brian Donlevy, född 9 februari 1901 i Cleveland, Ohio, död 5 april 1972 i Woodland Hills, Los Angeles, var en amerikansk skådespelare. Hans föräldrar kom från Portadown på Irland och flyttade till USA på 1910-talet. Han filmdebuterade på 1920-talet, och kom senare att bli känd för en rad roller som gangster eller "tuffa" män. Han avled 1972 i cancer.

## Filmografi i urval
- 1935 – Barbarkusten
- 1937 – Mannen hon älskade
- 1939 – De tappras legion
- 1939 – Union Pacific
- 1939 – Ingen ängel
- 1940 – Skojare gör karriär
- 1941 – Jag vill ha vingar
- 1942 – Glasnyckeln
- 1942 – Till sista man
- 1942 – En stor mans hustru
- 1943 – Skräckdagar i Prag
- 1944 – Miraklet
- 1947 – Angivaren
- 1947 – Trassel med fruntimmer
- 1950 – En kupp i undre världen
- 1955 – Hämndens skugga